# Natalia Kołat
Natalia Kołat (ur. 19 listopada 1987) – polska tenisistka, profesjonalistka od sierpnia 2004.

## Kariera tenisowa
Już w swoim debiutanckim turnieju, 2 sierpnia 2004, dzień po otrzymaniu statusu profesjonalistki, osiągnęła ćwierćfinał turnieju ITF w Gdyni, ulegając dopiero późniejszej zwyciężczyni, Petrze Cetkovskiej. Dwa tygodnie później wygrała turniej w Warszawie, pokonując w finale znacznie wyżej notowaną poznaniankę, Olgę Brózdę, wynikiem 6:4, 4:6, 6:3. W debiutanckim turnieju poza granicami kraju, w słowackim Preszowie, osiągnęła półfinał. Później doznała kontuzji, która wyeliminowała ją ze startów aż do maja 2005. Znaczący sukces odniosła zaś dopiero w sierpniu 2005, odpadając w finale turnieju w Warszawie, po wcześniejszej walce w kwalifikacjach.
Mononukleoza zakaźna spowodowała aż trzyletnią przerwę w karierze zawodniczki. W 2010 roku wróciła do profesjonalnego grania, zdobywając w lipcu 2010 trzy medale mistrzostw Polski. W lutym 2011 zdobyła pierwszy złoty medal seniorskich mistrzostw kraju w singlu.

## Wygrane turnieje rangi ITF
| turnieje z pulą nagród 100 000 $ |
| turnieje z pulą nagród 75 000 $  |
| turnieje z pulą nagród 50 000 $  |
| turnieje z pulą nagród 25 000 $  |
| turnieje z pulą nagród 15 000 $  |
| turnieje z pulą nagród 10 000 $  |

### Gra pojedyncza
|    | Data       | Turniej  | Kat. | ($)    | Naw.   | Finalistka        | Wynik            |
| 1. | 05/09/2004 | Warszawa | ITF  | 10 000 | ziemna | Olga Brózda       | 6:4, 4:6, 6:3    |
| 2. | 14/05/2006 | Warszawa | ITF  | 10 000 | ziemna | Urszula Radwańska | 3:6, 7:5, 6:1    |
| 3. | 21/10/2012 | Akka     | ITF  | 10 000 | twarda | Deniz Khazaniuk   | 6:7(5), 6:4, 6:2 |

### Gra podwójna
|     | Data       | Turniej        | Kat. | ($)    | Naw.   | Partnerka         | Finalistki                                 | Wynik          |
| 1.  | 28/05/2005 | Olecko         | ITF  | 10 000 | ziemna | Olga Brózda       | Irina Kuzmina Alise Vaidere                | 5:7, 6:1, 6:1  |
| 2.  | 11/06/2005 | Warszawa       | ITF  | 10 000 | ziemna | Olga Brózda       | Weronika Kapszaj Jelena Czałowa            | 6:1, 6:4       |
| 3.  | 03/06/2006 | Olecko         | ITF  | 10 000 | ziemna | Olga Brózda       | Irina Kuzmina Alise Vaidere                | 6:2, 6:3       |
| 4.  | 13/08/2006 | Gdynia         | ITF  | 10 000 | ziemna | Olga Brózda       | Aleksandra Maliarczykowa Oksana Tepljakowa | 6:2, 6:1       |
| 5.  | 13/04/2007 | Split          | ITF  | 10 000 | ziemna | Olga Brózda       | Mihaela Buzărnescu Antonia-Xenia Tout      | 6:2, 6:1       |
| 6.  | 24/06/2007 | Alkmaar        | ITF  | 10 000 | ziemna | Olga Brózda       | Danielle Harmsen Claire Lablans            | 6:3, 3:6, 6:3  |
| 7.  | 21/08/2010 | Wahlstedt      | ITF  | 10 000 | ziemna | Olga Brózda       | Marcella Koek Bernice Van de Velde         | 3:6, 3:6, 10–8 |
| 8.  | 28/08/2010 | Enschede       | ITF  | 10 000 | ziemna | Olga Brózda       | Carolin Daniels Julia Wachaczyk            | 6:1, 6:3       |
| 9.  | 12/09/2010 | Katowice       | ITF  | 25 000 | ziemna | Olga Brózda       | Katarzyna Piter Barbara Sobaszkiewicz      | 6:3, 6:3       |
| 10. | 17/10/2010 | Bol            | ITF  | 10 000 | ziemna | Katarzyna Kawa    | Anja Prislan Eva Wacanno                   | 5:7, 6:4, 10–8 |
| 11. | 22/01/2011 | Tallin         | ITF  | 10 000 | twarda | Weronika Domagała | Janina Dariszina Polina Rodionowa          | 6:1, 6:0       |
| 12. | 13/05/2011 | Bastad         | ITF  | 10 000 | ziemna | Olga Brózda       | Yuliana Lizarazo Alina Wessel              | 7:6, 6:2       |
| 13. | 20/05/2011 | Bastad         | ITF  | 10 000 | ziemna | Olga Brózda       | Hilda Melander Paulina Milosavljevic       | 6:3, 6:1       |
| 14. | 19/06/2011 | Alkmaar        | ITF  | 10 000 | ziemna | Olga Brózda       | Kimberley Cassar Isabella Szinikowa        | 6:7, 6:2, 10–2 |
| 15. | 30/07/2011 | Palić          | ITF  | 10 000 | ziemna | Olga Brózda       | Karina Goia Dalia Zafirowa                 | 6:2, 6:3       |
| 16. | 21/10/2012 | Akka           | ITF  | 10 000 | twarda | Olga Brózda       | Nikola Fraňková Jekatierina Jaszyna        | 6:2, 6:4       |
| 17. | 28/10/2012 | Aszkelon       | ITF  | 10 000 | twarda | Olga Brózda       | Nikola Fraňková Jekatierina Jaszyna        | 7:6(11), 6:1   |
| 18. | 03/02/2013 | Szarm el-Szejk | ITF  | 10 000 | twarda | Katarzyna Kawa    | Aleksandrina Najdenowa Jekatierina Jaszyna | 6:1, 6:4       |
| 19. | 21/04/2013 | Szarm el-Szejk | ITF  | 10 000 | twarda | Olga Brózda       | Olga Doroszyna Laura Pigossi               | 6:3, 6:1       |